# Pittiplatsch et Schnatterinchen
|  |

Pittiplatsch (diminutif Pitti) et Schnatterinchen (diminutif Schnattchen ou Schnatterente) sont des marionnettes de la télévision allemande de la RDA. Schnatterinchen a été créé par Heinz Schröder et Friedgard Kurze et est apparu la première fois en 1959 dans la série hebdomadaire Meister Nadelöhr erzählt Märchen. Pittiplatsch a été diffusé la première fois le 17 juin 1962,, et le chien Moppi a été rajouté dans les années 1970. Les figures de Pittiplatsch et de Moppi ont été imaginées par Ingeborg et Günther Feustel. Ce sont eux qui ont aussi écrit une grande partie des histoires. La conception des marionnettes a été réalisée par Emma-Maria Lange (1921-2016).

## Histoire

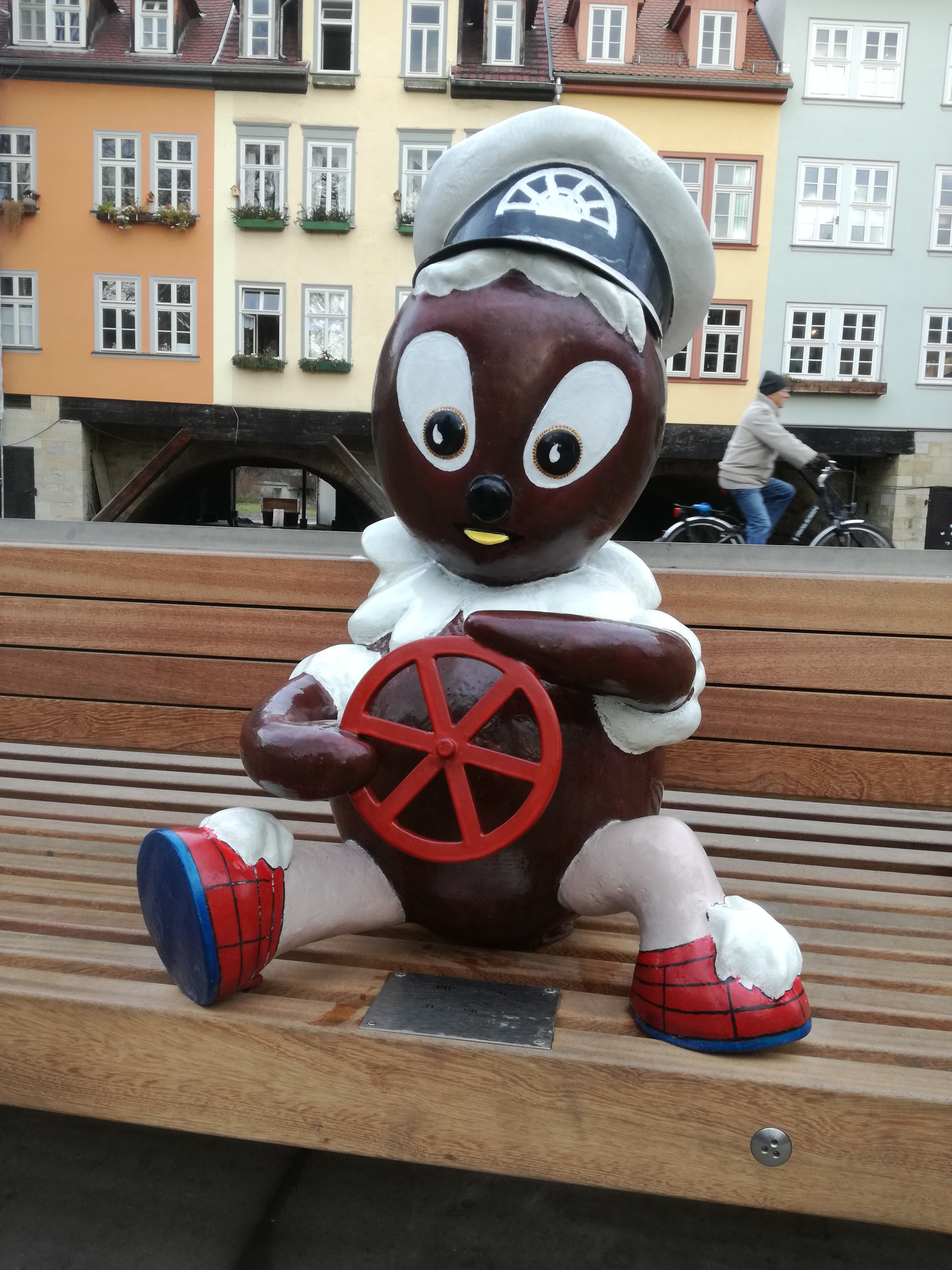
Pittiplatsch.

Le premier épisode de cette émission a été diffusé le 23 novembre 1956 avec Eckart Friedrichson qui manipulait la marionnette du couturier Nadelöhr (Nadelöhr signifie en français « chas d'une aiguille »). Les canaris Zwirnchen et Röllchen furent là dès le début mais à partir de 1959, se sont rajoutés le canard Schnatterinchen et l'ours Bummi. Trois ans plus tard est apparu le lutin Pittiplatsch, manipulé et parlé par Heinz Schröder. Certains enseignants craignirent toutefois que la figure Pittiplatsch ne soient pas un bon exemple pour les enfants. Elle a donc été retirée à partir du deuxième épisode. Après de nombreuses protestations, Pittiplatsch est réapparu pour Noël en 1962 dans une apparence légèrement modifiée et surtout avec un langage plus adapté aux enfants. Bummi a été remplacé en 1975 par l'ours en peluche Mishka, qui possédaient les mêmes traits de caractère du brave écolier que représentait l'ours Bummi.
Les histoires avec Pittiplatsch ont été aussi diffusées le samedi soir dans l'émission pour enfants Unser Sandmännchen. Dans le cadre de cette émission, les quelques minutes de Pittiplatsch le montraient le plus souvent en dialogue avec Schnatterinchen et le chien Moppi. Moppi était un gros chien avec un visage tout ridé (un peu comme un carlin), mal élevé, qui incitait Pitti à faire de mauvaises blagues. À la fin de l'émission, Schnatterinchen sermonnait les deux chenapans qui regrettaient leurs actes et qui promettaient de ne plus recommencer. C'était le cas en tous les cas de Pitti, Moppi pouvait rester lui plus têtu.
Onze productions sous le titre Pitti voyage en Koboldland racontent les voyages de Pittiplatsch chez sa grand-mère lutin au Koboldland. D'autres personnages de ces films de marionnettes sont les lutins Nickeneck, Drehrumbum der Runde et Wuschel.
En 1964 parut en RDA une série de timbres (dessinée par Werner Klemke) pour la journée de l'enfant, d'une valeur de 15 centimes pour Pittiplatsch et de 40 centimes pour Schnatterinchen et Bummi. Ils sont montrés accrochés à une antenne de télévision.
Le même groupe de marionnettistes a animé pour la télévision de la RDA d'autres personnages de conte dans d'autres émissions pour enfants. Il s'agit par exemple de M. Fuchs et Femme Elster, Mme Hérisson et Borstel, Onkel Uhu, Buddelflink, Mauz und Hoppel, Maître Schwarzrock et d'autres.
Jusqu'à la suspension de l'émission du DFF en 1991, quelque 2 000 émissions pour Unser Sandmännchen et environ 1 000 émissions hebdomadaires de l'après-midi ont été produites. Depuis, il n'y a plus eu de nouvelles émissions avec ces personnages. À partir de 1993, le même groupe de marionnettistes a créé un spectacle vivant de marionnettes. Ils se produisent principalement dans l'ancienne zone de diffusion de la télévision de la RDA.

## Caractère des personnages

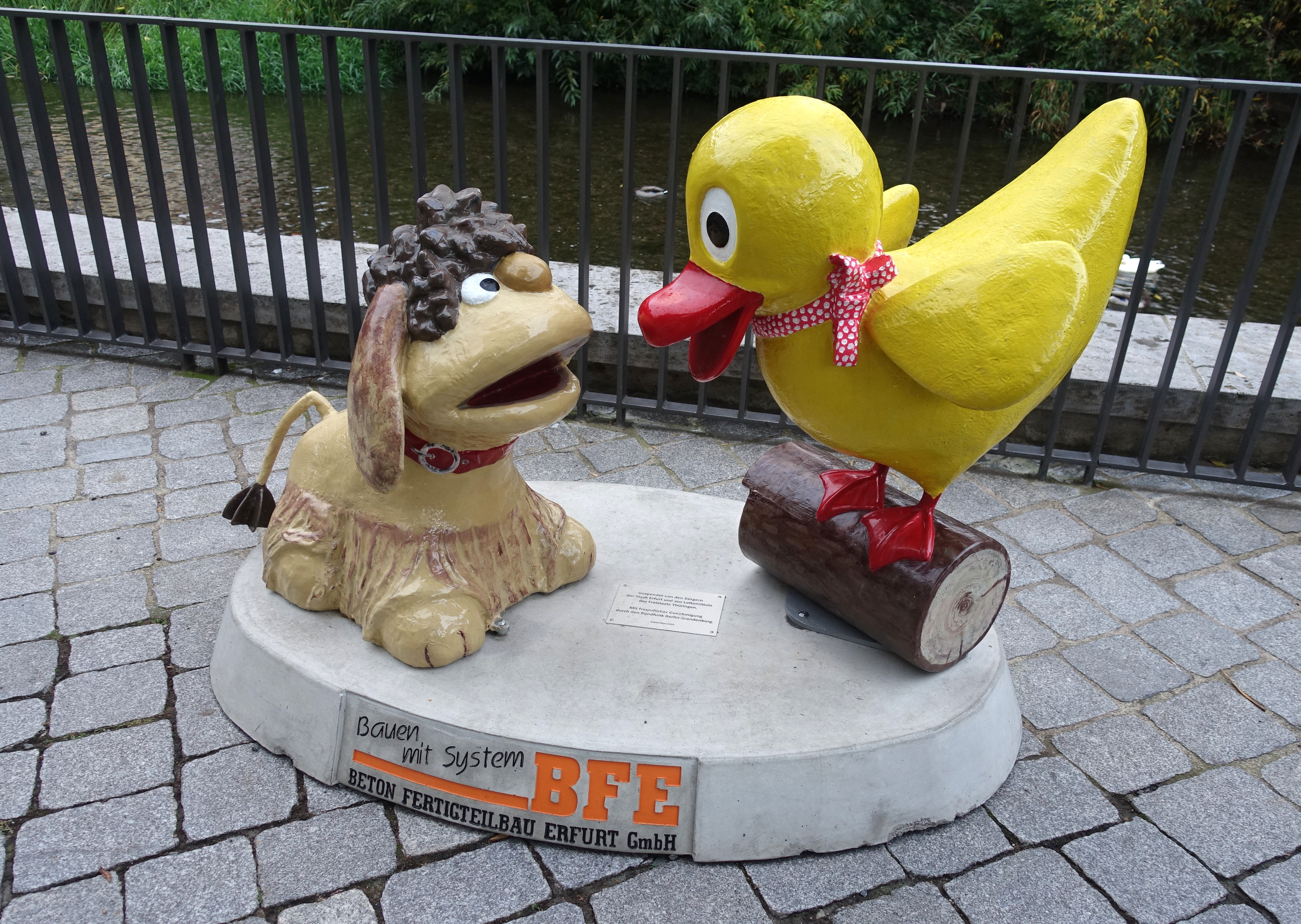
Moppi et Schnatterinchen

Pittiplatsch est devenu la figure principale pour les enfants. Il parle souvent de lui à la troisième personne. C'est un personnage enfantin, curieux, de nature espiègle. Il échoue généralement dans ses actes même s'ils sont bien intentionnés bien que non désintéressés. Il promet toujours à la fin de devenir gentil. Les enfants reconnaissent dans cette figure leurs propres faiblesses, leurs erreurs et leurs peurs. Son partenaire privilégié est le canard Schnatterinchen qui incarnent exclusivement des qualités. Schnatterinchen (manipulé et parlé par Friedgard Kurze) est amical, poli, toujours prêt à aider les gens, même s'il est un peu donneur de leçons. Moppi, lui, a généralement beaucoup d'idées, il est attentif et de temps en temps un peu grossier bien que très loyal vis-à-vis de ses amis.

## Influence sur l'usage de la langue et la culture pop
Le canard Schnatterinchen s'exprime avec l'expression caractéristique « nak-nak » et les allemands de l'est ont repris cette onomatopée pour imiter le cri du canard alors qu'en Allemagne de l'Ouest on dit plutôt « quak-quak » ou « gak-gak ». D'autres expressions typiques de Pittiplatsch comme « Kannste glauben » (littéralement « tu peux le croire ») ou « Ach du meine Nase » (littéralement « oh mon nez » qu'on pourrait traduire par « oh mon dieu ») sont également reprises dans le langage courant des personnes qui ont grandi en Allemagne de l'Est.

## Doubleur des personnages
- Heinz Schröder manipulait et faisait la voix des marionnettes Pittiplatsch, Frau Igel, Bummi, Onkel Uhu, Buddelflink und Herrn Fuchs jusqu'en 1991.
- Friedgard Kurze manipulait et faisait la voix des marionnettes Schnatterinchen et Borstel.
- Günter Puppe et Günther Schiffel faisait la voix de Moppi.
- Bärbel Möllendorf, surnommée Bärbel vom Kinderfernsehen, animait la tournée et faisait la voix de Schnatterinchen.
- Eckart Friedrichson était le compteur et l'animateur de l'émission Meister Nadelöhr erzählt.

## Médias
Différents médias ont diffusé le son des émissions, il y eut des albums de musique dans les années 80, mais surtout des livres audio. Les disques comportaient plusieurs histoires, ils ont aussi été vendues sous forme de single avec une seule histoire. 